# 酸菜 (中式)

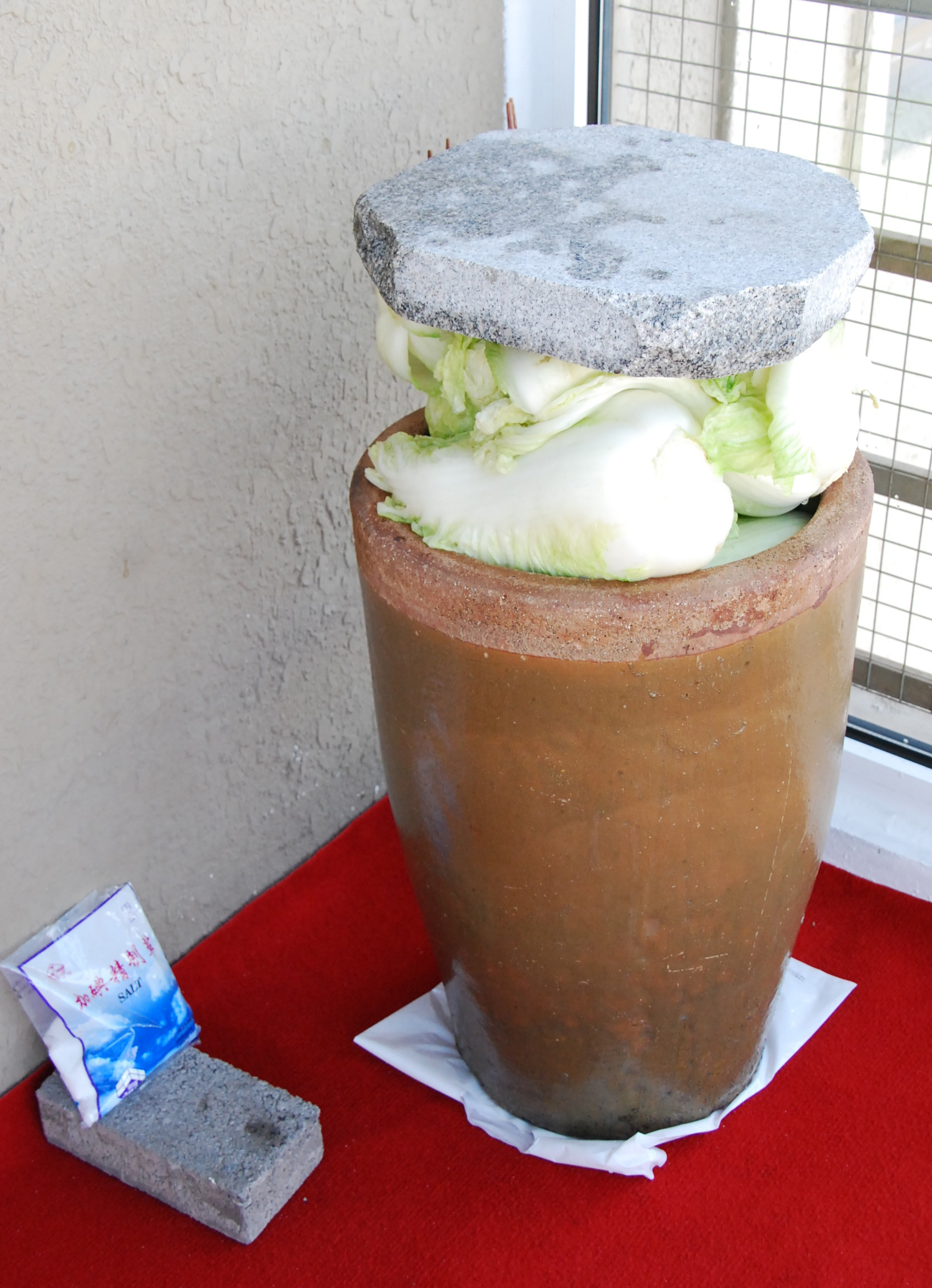
在阳台做酸菜

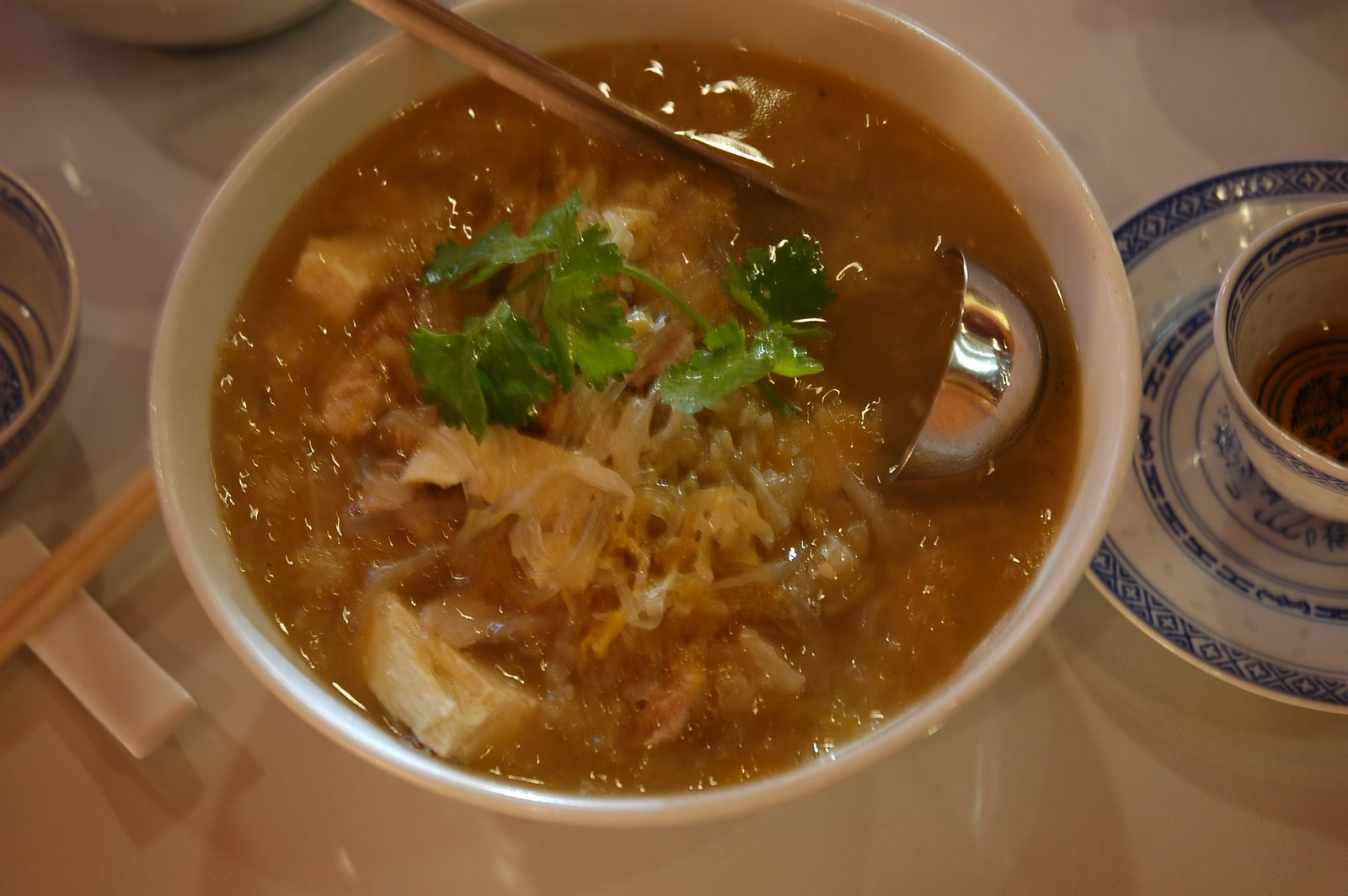
酸菜猪肉炖粉条

酸菜，古称菹客家語和閩語都稱鹹菜，是蔬菜腌制食品，流行于中国大陸东北、南方各省。多选用韧性较好的多叶蔬菜作为原料加工制作，常见的有白菜、芥菜、雪裡蕻、包菜等；因原料的不同有各种不同的品种，各品种的口感差异较大。在中国东北和中国北方地区一般专指以白菜为原料的酸菜。晋语区以及南方一些省份用芥菜制作。酸菜脱水或凉乾之后称为“酸菜乾”。在江浙等地，酸菜则用雪里蕻腌制，当地人称之为雪菜。因此东北的酸菜白肉，以及四川的酸菜鱼所采用的酸菜并不相同，分别由白菜和芥菜制成。另外，在德国和美国也有类似食物，称之为德国酸菜。

## 制作工艺
酸菜的加工因气候、地域、原料品种的不同有差异，但均以多叶蔬菜作为原来加工。方法分两类即第一类直接使用蔬菜盐渍后发酵；第二类用蔬菜进行短时间蒸煮，经快速冷却后自然发酵或盐渍发酵；或者二者方法结合。
1. 直接用蔬菜盐渍发酵，发酵周期比较长，耐储存。此类加工工艺多以工厂化生产，也适应蔬菜生产高峰期的农户。
2. 蒸煮发酵即将蔬菜置于滚烫热水中少许时间，经快速冷却后发酵。
  - 直接发酵（不加入食盐）。此类方法不耐储存，适应于家庭制作；
  - 辅以食盐发酵。此类方法储存较长，适应于家庭直接加工；工厂化生产则加工后直接冷藏，这样可以大大延长储存期。

## 东北酸菜

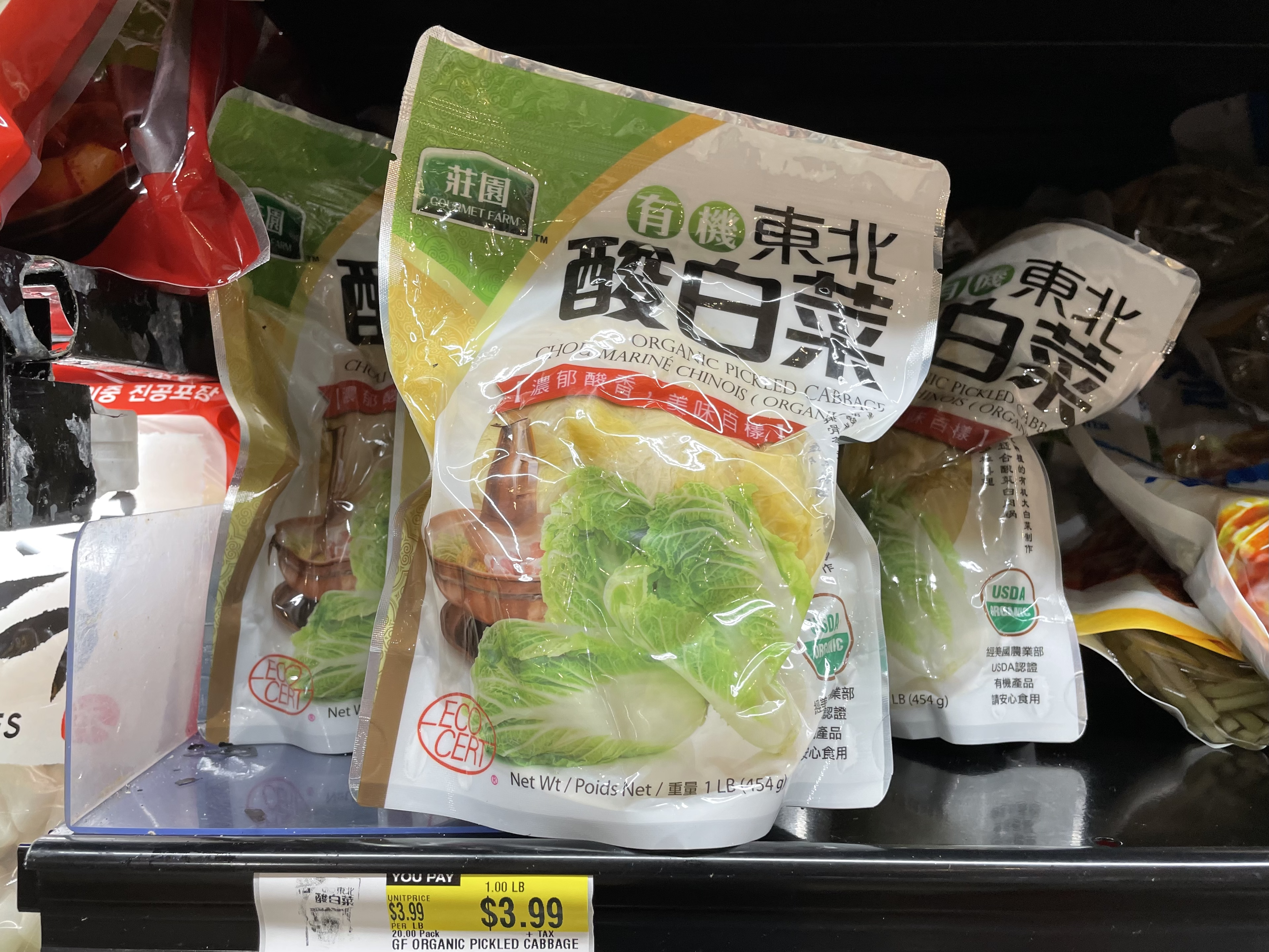
美國一家超市販賣的東北酸菜

东北酸菜是中国东北地区的一种腌制蔬菜，制作原料是大白菜，在台湾也成为酸白菜。

### 大白菜的腌制
用一口大锅煮好开水，将白菜整棵在热开水中浸一下，然后一层层塗抹或灑薄鹽的方式放到缸内，最上面一般压一块大石头，而後注水至滿過白菜。在室内仅高于零上的低温下贮藏，白菜處無氧的環境中，在乳酸菌的作用下，菜葉内的糖会被转化为乳酸，抑制霉菌和腐生菌的生長，使白菜在酸性環境下能延長保存不腐烂。

### 酸菜的烹饪

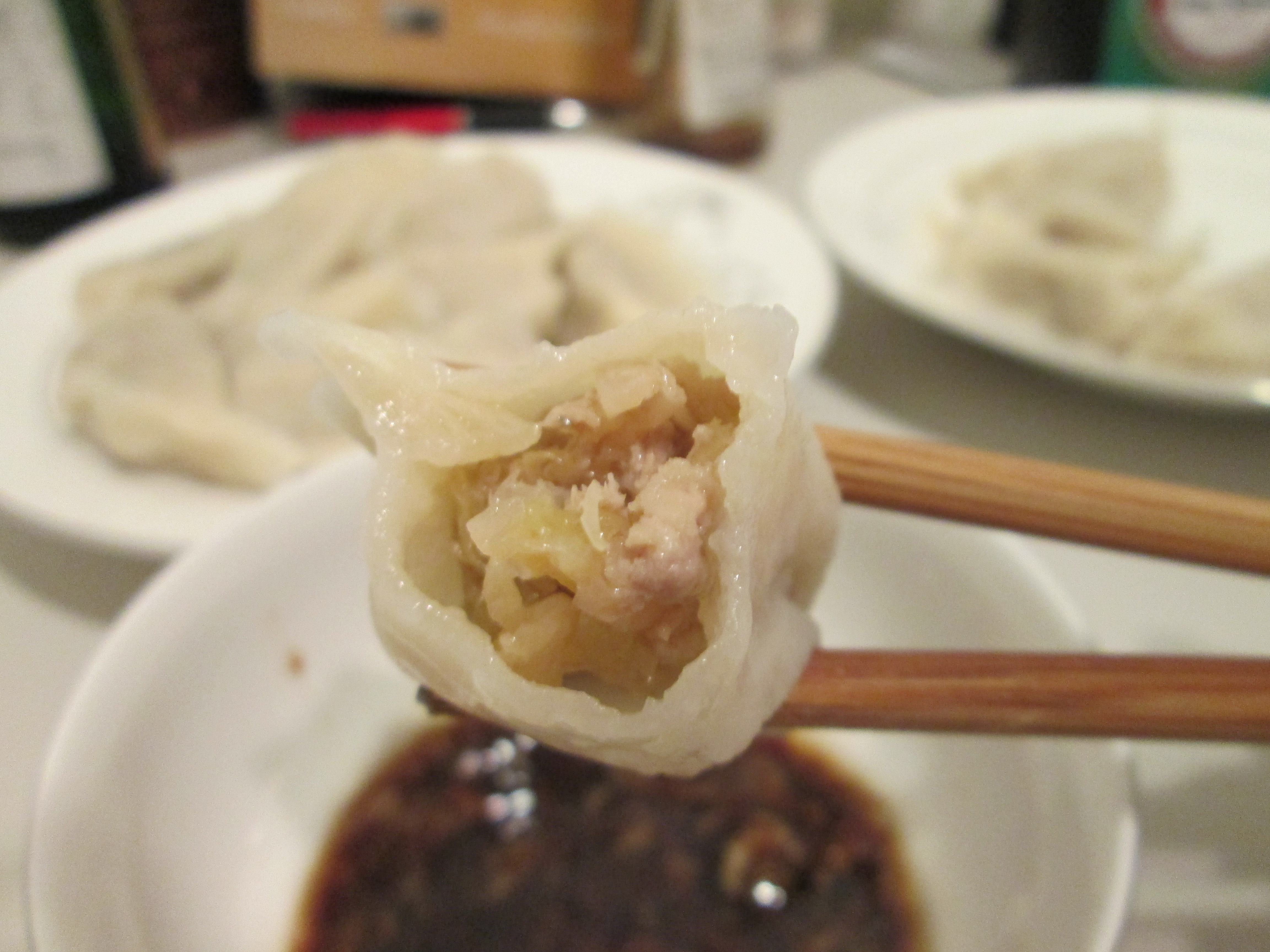
一个酸菜馅饺子

食用时捞出一棵，洗干净，以驱除部分酸，一般用于烹制炖菜，也可以炒菜和包饺子，和肉一起包饺子尤其味美，可以免去蘸醋；也用可用于火锅，其中心部分也可生食。在东北地区用酸菜为原料的菜肴有酸菜汆白肉、酸菜血肠等。

## 浆水菜
浆水菜起源于甘肃西和，流行于中国西北。浆水菜采用雪里蕻（也用芥菜）、油菜或萝卜缨等。须选较老的菜，洗净切碎后，用开水汆烫。其后另备一锅浆水，用沸腾的开水与少量面粉调和。将飞过水后的蔬菜投入浆水，搅匀后密闭于瓦缸内一周即可。

## 南方酸菜

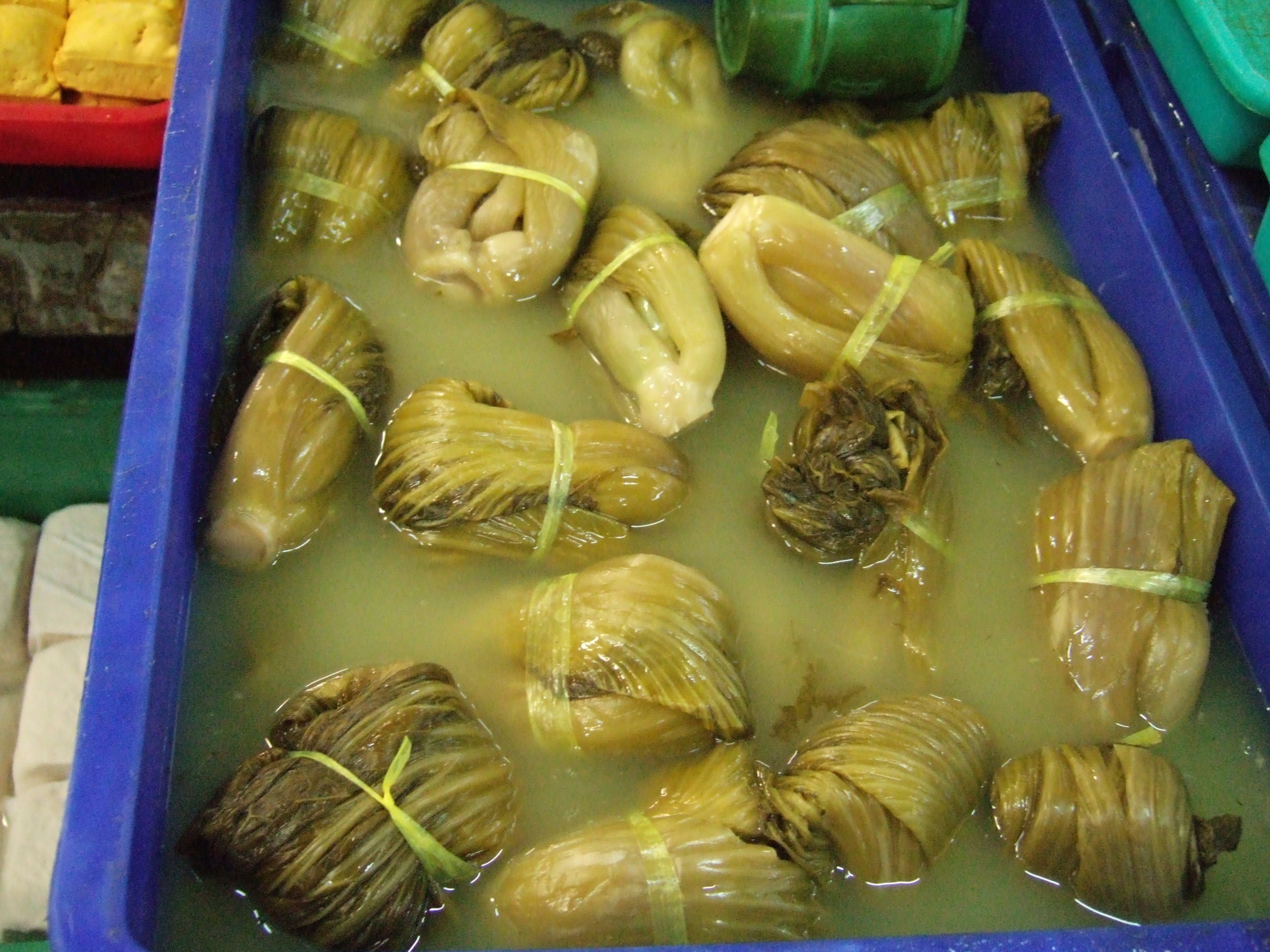
南方酸菜

中国南方的许多地区采用芥菜制作酸菜，川菜中的酸菜鱼主料之一即是腌制好的芥菜。
南方如云贵川等地的做法，首先选用新鲜、叶大梗大的芥菜，用不低于90℃热水烫1分钟左右。然后须晾晒一天至叶面水珠干，称为晒青。然后洗净窄口深罈并晒干，並把芥菜一层一层码放压实，倒入淘米水至刚好淹过最上层菜就行，也可撒点粗盐。最后放点稻草充实未满的空间罎口加盖放置阴凉处三个月即可。制作过程切忌沾油，不然这罈酸菜就会腐败变臭。

## 黄菜
山西、陕北以及内蒙古中西部等地也采用芥菜制作酸菜，晋语称其名为黄菜。做法则是将洗净的芥菜头用礤床擦成丝，与切碎的芥菜叶混合在一起，放入缸或坛内，加盐及水，并用一石块镇之。可以生吃，也可烹饪后食用。

## 酸菜与健康
酸菜中含有大量乳酸菌，有助于消化。然而在腌制过程中，由于与外界并不隔绝，蔬菜中的硝酸盐会被乳酸菌以外的杂菌转变成亚硝酸盐（单纯的乳酸菌并不会显著增加亚硝酸盐含量）。用盐腌渍的食物，亚硝酸盐含量约在一周左右达到高峰，此时食用甚至可能会导致亚硝酸盐急性中毒；经过一段时间后，亚硝酸盐含量也会明显降低到安全水平。根据哈尔滨商业大学相关研究人员的实验结果，腌制一个月左右的酸菜，亚硝酸盐含量最低，稳定在安全剂量以下，且口感最好；腌制时加入2%的盐，可有效减少亚硝酸盐含量，同时又不至于抑制乳酸菌繁殖。
酸菜腌制过程中会加入食盐，因此高血压患者需格外注意，避免盐分摄入过多。

## 参看
- 淅川酸菜
- 泡菜
- 咸菜
- 醬菜
- 梅菜
- 榨菜
- 德国酸菜
- 酸菜魚

## 外部連結
- 飲食自煮｜自製天然發酵無糖泡菜、酸菜- 跪婦阿冠說故事（页面存档备份，存于）